# Theobald Kerner

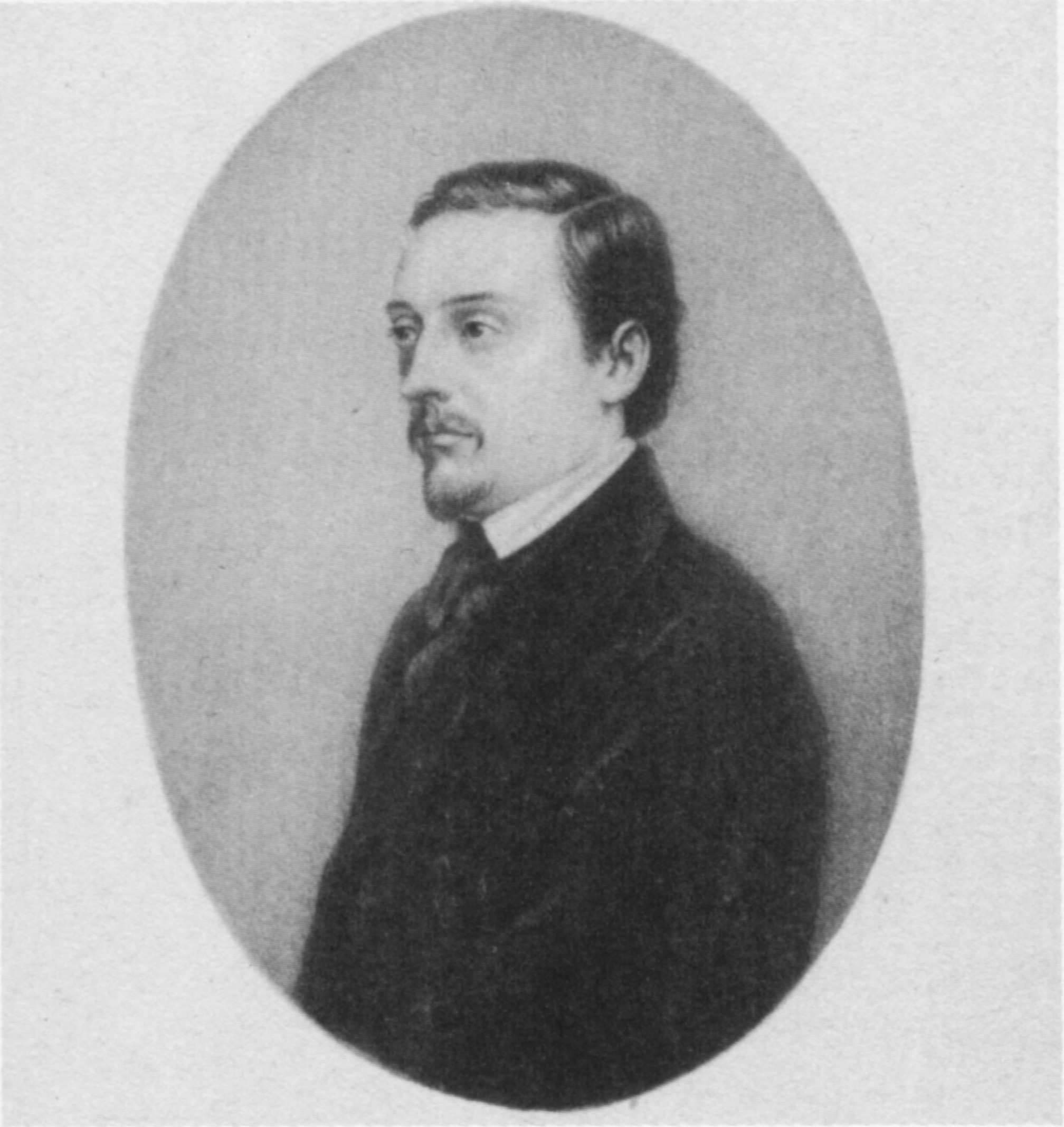
Theobald Kerner (1852)

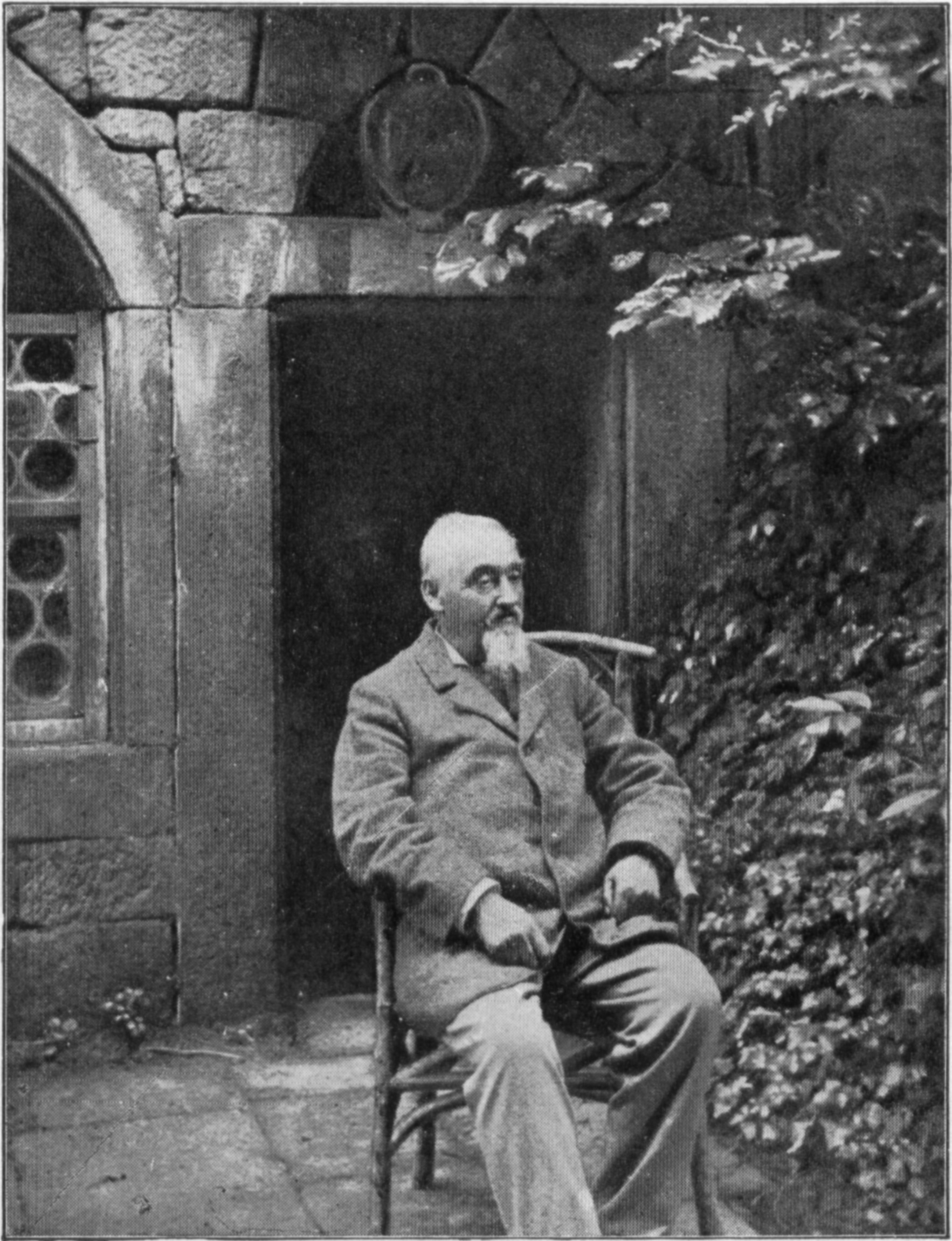
Theobald Kerner im Alter von 85 Jahren vor dem Geisterturm im Garten des Kernerhauses

Theobald Kerner (* 14. Juni 1817 in Gaildorf; † 11. August 1907 in Weinsberg) war ein deutscher Arzt und Dichter und Sohn Justinus Kerners.

## Leben
Ab 1835 studierte er Medizin in Tübingen, München, Würzburg und Wien. Nach Abschluss des Studiums unterstützte er seinen Vater ab 1840 in dessen Praxis in Weinsberg.
Zu dieser Zeit lernte er seine erste Frau kennen, die sechs Jahre ältere Marie Luise Elisabeth von Hügel, geborene Freiin von Uexküll-Gyllenband (* 24. Dezember 1811; † 20. Juni 1862 in Cannstatt), die er in der väterlichen Praxis behandelte. Gegen den Widerstand seines Vaters nahm er mit ihr eine Beziehung auf. Sie trennte sich von ihrem Mann, dem Eschenauer Gutsbesitzer, Kammerherr und Rittmeister Ernst Albert von Hügel, und fand zunächst bei Eduard Mörike im Cleversulzbacher Pfarrhaus Aufnahme. 1843 wurde diese erste Ehe geschieden. Aus der am 29. Juni 1844 in Mergentheim geschlossenen zweiten Ehe mit Theobald Kerner gingen drei Kinder hervor:
- Die Tochter Gabriele Josefine (* 22. Mai 1844 in Weinsberg; † 8. Oktober 1844 in Weinsberg) lebte nur wenige Monate.
- Die Tochter Justina Maria (* 5. Oktober 1846 in Weinsberg; † 12. Februar 1941 in Weinsberg) war Kunstmalerin und heiratete am 2. Juni 1872 in Stuttgart den Arzt und Kunstmaler Alexis Bruno Theodor Puhlmann. Die Ehe blieb kinderlos. Von 1883 bis 1938 lebte sie in Agudo in Brasilien.
- Der Sohn Georg Michael Theobald Maria (* 10. September 1850 in Weinsberg; † 11. April 1930 in Rothaus, Gemeinde Grafenhausen) war Arzt und praktizierte seit 1877 in Wehr (Baden). Am 23. April 1878 heiratete er in Freiburg im Breisgau Ida Hansen. Die Ehe blieb kinderlos.

Zur Zeit der Märzrevolution 1848/49 betätigte Theobald Kerner sich politisch, wurde Hauptmann in der Bürgerwehr und Stadtrat in Weinsberg. Sein Vater klagte in einem Brief an Ludwig Uhland, sein Sohn sympathisiere mit Friedrich Hecker. Auf einer Versammlung in Heilbronn hielt er am 10. September 1848 eine aufrührerische Rede, in der er sich zu seiner demokratischen und republikanischen Gesinnung bekannte. Seiner bevorstehenden Verhaftung kam er, von einem Gendarmen gewarnt, am 25. September durch Flucht ins französische Ausland nach Straßburg zuvor. Aus familiären Gründen kehrte er am 7. April 1849 zurück und wurde zunächst gegen Kaution auf freiem Fuß gelassen. Er kandidierte bei der Wahl zur Verfassungsrevidierenden Landesversammlung Württembergs im Weinsberger Wahlkreis, unterlag aber nach einem erbitterten Wahlkampf im zweiten Wahlgang am 10. September 1849 dem Weinsberger Stadtschultheißen Franz Fraas, dessen Verhältnis zur Familie Kerner aufgrund unterschiedlicher politischer Ansichten angespannt war. Am 7. September 1850 wurde Theobald Kerner wegen Aufrufs zum Hochverrat vom Schwurgericht in Ludwigsburg zu zehn Monaten Festungshaft verurteilt, die er von November 1850 bis April 1851 auf dem Hohenasperg verbüßte, bis er auf Betreiben seines Vaters vorzeitig entlassen wurde. Er betrieb dann als Arzt in Stuttgart, später Cannstatt eine galvano-magnetische Heilanstalt, bis er sich nach dem Tod seines Vaters und seiner Frau im Jahr 1862 als Arzt in Weinsberg niederließ und die väterliche Praxis übernahm.

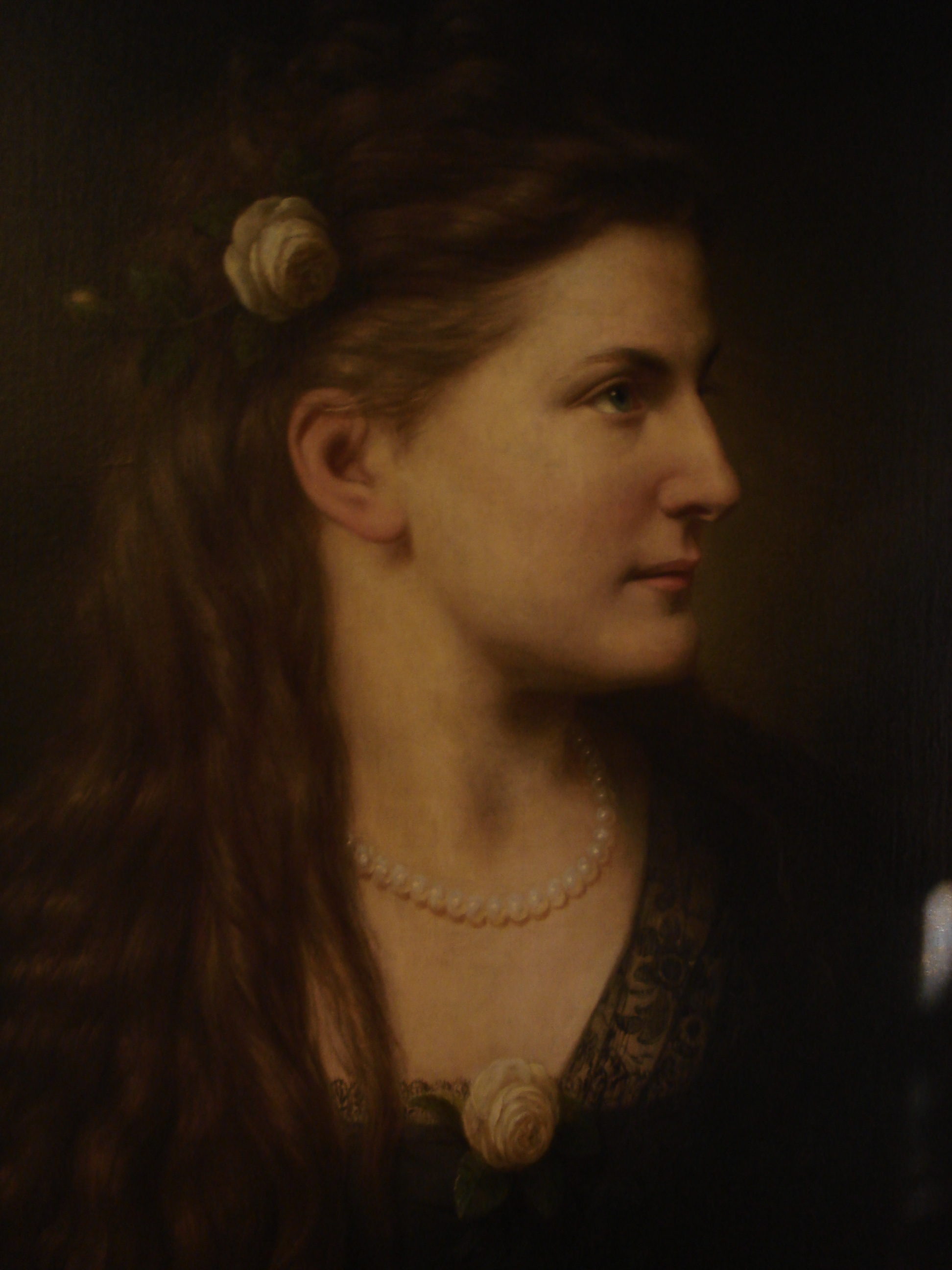
Theobald Kerners zweite Frau Mathilde Hochstätter, genannt Else. Gemälde im Kernerhaus in Weinsberg

Nach dem Tod seiner ersten Frau am 20. Juni 1862 heiratete Theobald Kerner am 4. Juni 1868 die 30 Jahre jüngere Mathilde Hochstätter (* 25. Februar 1847 in Darmstadt), die Tochter eines wohlhabenden Darmstädter Tapetenfabrikanten, von ihm „Goldelse“ und „Die schöne Else“ genannt (den zusätzlichen Vornamen Else ließ sie 1883 standesamtlich ihrem Namen beifügen). Sie war auf einer Reise nach ihrem Lehrerinnenexamen nach Heilbronn gekommen, hatte dort bei einem Ausflug zum Jägerhaus Theobald Kerner kennengelernt und sich spontan mit ihm verlobt. Gegen den Widerstand ihrer geschiedenen Eltern, die andere Heiratskandidaten für sie vorgesehen hatten, setzte sie mit Unterstützung ihrer Ludwigsburger Großmutter, die die Dichtungen Justinus Kerners verehrte, die Eheschließung mit Theobald Kerner durch.

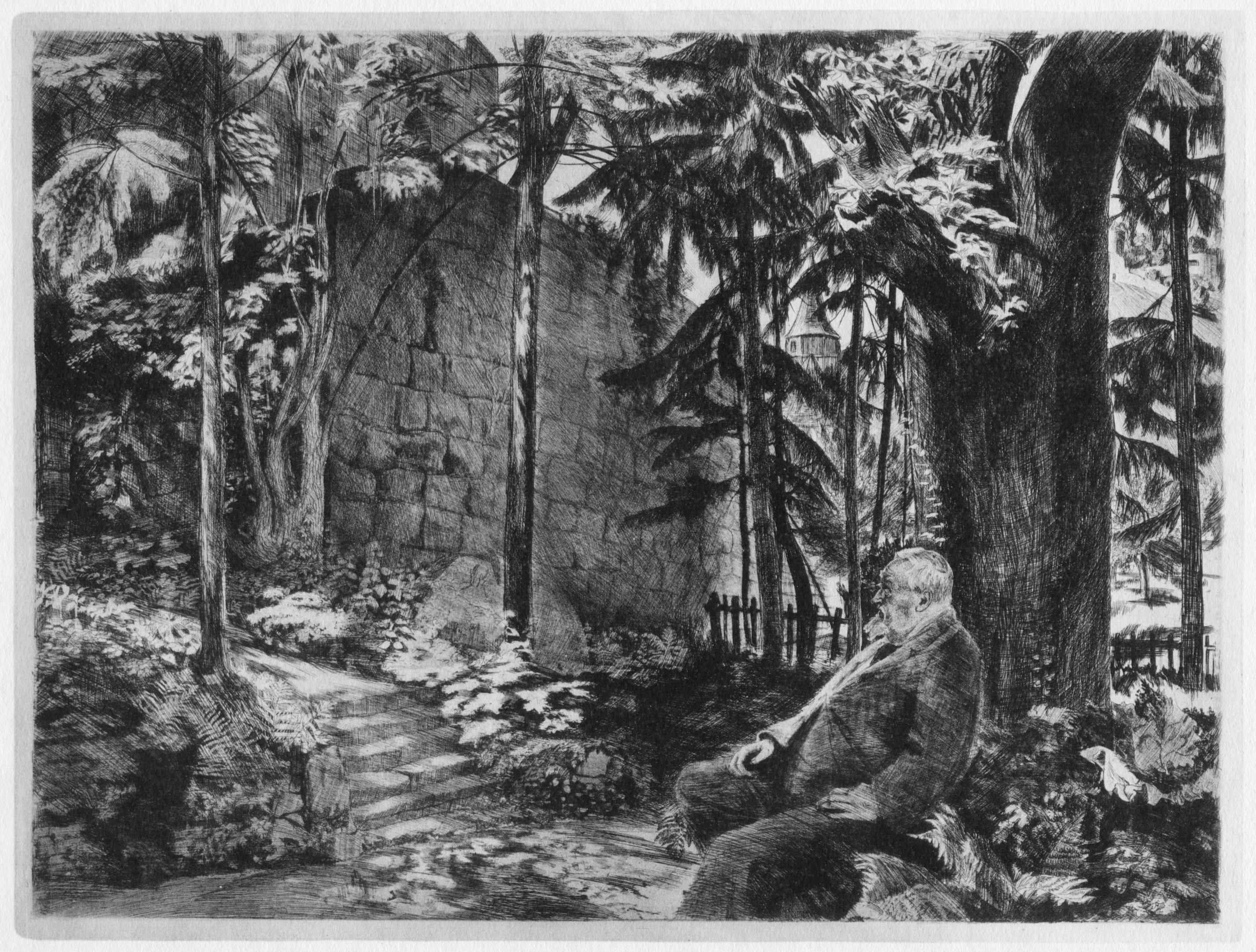
Ehrenbürgerbrief der Stadt Weinsberg für Kerner von Heinrich Seufferheld, 1897

Diese zweite Ehe Theobald Kerners blieb kinderlos. 1877 erbte seine Frau das große Vermögen ihres Vaters, was das Ehepaar Kerner finanziell unabhängig machte und ihm einen großbürgerlichen Lebensstil mit ausgedehnten Reisen und mehrmonatigen Winteraufenthalten in Stuttgart, München oder Baden-Baden samt ausgiebiger Teilnahme am dortigen gesellschaftlichen Leben ermöglichte.
Nach dem Tod seines Vaters 1862 kümmerte sich Theobald Kerner um dessen Nachlass. Er erweiterte das Weinsberger Kernerhaus 1865 zunächst um den Denkmalgarten, um 1880 ließ er das Gebäude auch bedeutend baulich erweitern. Zu seinem 80. Geburtstag am 14. Juni 1897 wurde er Ehrenbürger seiner Heimatstadt Weinsberg. Den literarischen Nachlass Justinus Kerners verkaufte er 1902 an das Schiller-Nationalmuseum in Marbach am Neckar, an das nach seinem Tod 1907 auch der größte Teil seines eigenen Nachlasses ging. Seine zweite Frau Else verkaufte das Kernerhaus mit seinem literarischen und künstlerischem Inhalt an den Kernerverein, der am 23. Januar 1905 mit dem Ziel der Erhaltung des Hauses als literarische Gedenkstätte gegründet worden war. Nach dem Verkauf des Hauses zog sie nach Baden-Baden, wo sie am 31. Mai 1931 starb.

## Werk

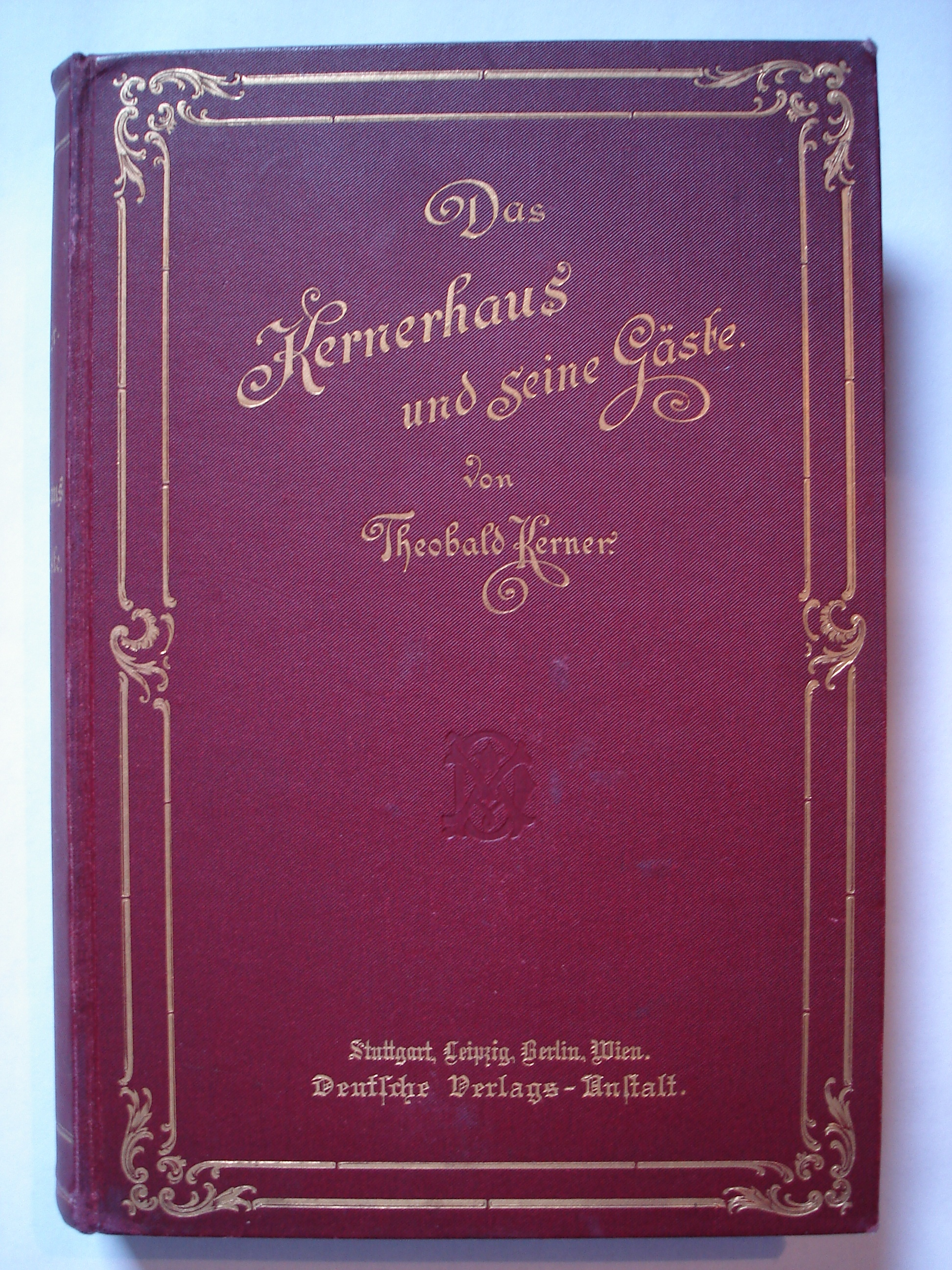
Theobald Kerners Erinnerungsbuch an sein Elternhaus

Bekannte Werke Kerners sind u. a.:
- Das Kernerhaus und seine Gäste (1894), in dem er vom Leben in seinem Elternhaus berichtet, und
- Prinzessin Klatschrose (1851), ein Bilderbuch für Kinder.

Außerdem verfasste er politische und historische Gedichte, Naturgedichte, Novellen und anderes mehr.
1897 gab er zusammen mit Ernst Müller in zwei Bänden den Briefwechsel seines Vaters heraus:
- Theobald Kerner: Justinus Kerners Briefwechsel mit seinen Freunden. Herausgegeben von seinem Sohn Theobald Kerner. Durch Einleitungen und Anmerkungen erläutert von Ernst Müller. 2 Bände. Deutsche Verlags-Anstalt, Stuttgart 1897; Band 1: archive.org; Band 2: archive.org.